# إيرفينغ (ماساتشوستس)
إيرفينغ (بالإنجليزية: Erving, Massachusetts) هي بلدة أمريكية تقع في الولايات المتحدة في مقاطعة فرانكلين (ماساتشوستس). يقدر عدد سكانها بـ 1,800 نسمة ومساحتها 37.3 كم2 وترتفع عن سطح البحر 145 متر.